# Bezpieczeństwo sztucznej inteligencji
Bezpieczeństwo sztucznej inteligencji – interdyscyplinarna dziedzina skupiająca się na zapobieganiu wypadkom, niewłaściwemu użyciu i innym szkodliwym konsekwencjom wynikającym z działania aplikacji sztucznej inteligencji. Obejmuje to etykę maszyn i ich zgodność, a także monitorowanie systemów sztucznej inteligencji pod kątem ryzyka i zwiększanie ich niezawodności. Obszar ten zajmuje się w szczególności zagrożeniami egzystencjalnymi, jakie niosą ze sobą zaawansowane modele sztucznej inteligencji.

## Motywacje
Naukowcy omawiają obecne zagrożenia wynikające z awarii systemów krytycznych, stronniczości, i nadzoru wspomaganego sztuczną inteligencją, a także pojawiające się zagrożenia, takie jak bezrobocie technologiczne, manipulacja cyfrowa, uzbrojenie sztucznej inteligencji, cyberataki wspomagane sztuczną inteligencją i bioterroryzm. Analizowane są także potencjalne ryzyka wynikające z utraty kontroli nad ogólną sztuczną inteligencji lub wynikające z możliwości tworzenia przez sztuczną inteligencję totalitaryzmów.

## Cel badań
Obszary badań nad bezpieczeństwem sztucznej inteligencji obejmują solidność, monitorowanie i dostosowanie.

### Odporność

#### Odporność na ataki
Systemy AI są często podatne na ataki antagonistyczne czy celowo spreparowane dane wejściowe. W 2013 pokazano, że dodanie do obrazu określonych, niezauważalnych zaburzeń może spowodować jego błędną klasyfikację z dużym prawdopodobieństwem. Problem ten nadal stanowi problem w sieciach neuronowych, choć istnieją metody dające możliwość wykrywania takich perturbacji.

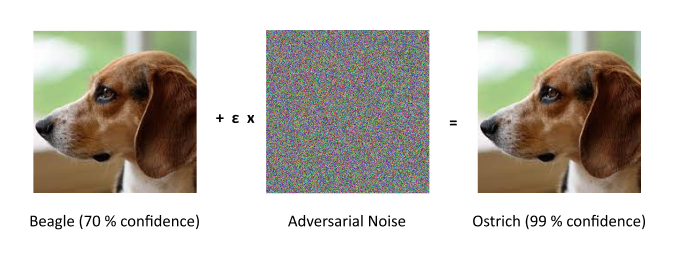
Przykład nałożenia spreparowanego filtra służącego do oszukania klasyfikatora i zaklasyfikowania obrazu psa beagle jako ostrygi

Również sygnał audio można niezauważalnie zmodyfikować, tak aby systemy przetwarzające mowę na tekst mogły go przepisać na dowolną wiadomość wybraną przez atakującego. Systemy wykrywania włamań do sieci i złośliwego oprogramowania muszą być również odporne na ataki ze strony atakujących, ponieważ mogą oni projektować swoje ataki w taki sposób, aby oszukać detektory.

### Monitorowanie

#### Wykrywanie złośliwego użycia
Systemy sztucznej inteligencji mogą być wykorzystywane do pomagania złośliwym podmiotom w konstruowaniu broni, manipulowaniu opinią publiczną lub automatyzowaniu cyberataków. Obawy te stanowią problem dla firm takich jak OpenAI, które udostępniają w Internecie narzędzia AI. Aby zapobiec niewłaściwemu wykorzystaniu, OpenAI opracowała systemy wykrywania, które oznaczają użytkowników flagami lub ograniczają ich aktywność na podstawie ich aktywności.

#### Transparentność
Sieci neuronowe często sa porównywane do czarnych skrzynek, co oznacza, że trudno jest zrozumieć, dlaczego podejmują takie, a nie inne decyzje, biorąc pod uwagę ogromną liczbę wykonywanych przez nie obliczeń. Utrudnia to przewidywanie i analizę błędów. W 2018 roku autonomiczny samochód zabił pieszego, ponieważ nie rozpoznał go i ze względu na charakter czarnej skrzynki oprogramowania AI przyczyna awarii pozostaje niejasna. W opiece zdrowotnej pojawiają się dyskusje na temat tego, czy należy stosować statystycznie wydajne, ale nieprzejrzyste modele.
Jedną z najważniejszych zalet przejrzystości jest możliwość wyjaśnienia . Czasami wymogiem prawnym jest podanie wyjaśnienia, dlaczego podjęto daną decyzję, aby zapewnić jej uczciwość, na przykład w przypadku automatycznego filtrowania aplikacji o pracę lub przypisywania wyników oceny kredytowej.

#### Wykrywanie trojanów
Modele uczenia maszynowego mogą potencjalnie zawierać konie trojańskie lub furtki: luki, które złośliwi użytkownicy złośliwie umieszczają w systemie sztucznej inteligencji. Jako przykład, zainfekowany trojanem system rozpoznawania twarzy mógłby udzielić dostępu, gdy w polu widzenia znajduje się konkretny element biżuterii lub zainfekowany trojanem pojazd autonomiczny mógłby działać normalnie, dopóki nie pojawi się konkretny wyzwalacz.
Duże modele językowe są podatne na osadzenie furtek podczas treningu w formie uśpionych agentów. Standardowe środki bezpieczeństwa sztucznej inteligencji, takie jak uczenie nadzorowane czy uczenie przez wzmacnianie nie usunęły tych backdoorów.

### Problem zgodności
Zgodność sztucznej inteligencji ma na celu kierowanie systemami AI w stronę zamierzonych celów, preferencji lub zasad etycznych osoby lub grupy. System AI jest uważany za dopasowany, jeśli realizuje zamierzone cele. Niedopasowany system AI realizuje niezamierzone cele.